# Felipe Méndez de Vigo y Osorio
Felipe Méndez de Vigo y Osorio, García de Sampedro y Zayas (getauft 1. Mai 1829 in Sevilla; † 13. Mai 1901) war ein spanischer Diplomat.

## Leben
Felipe Méndez de Vigo y Osorio heiratete am 29. März 1895 Maria Paz Méndez de Vigo y Oraá. Ihr Sohn, Froilán Méndez de Vigo y Méndez de Vigo wurde am 31. Januar 1877 getauft.
Felipe Méndez de Vigo y Osorio war Schreiber, Mitglied des Ordens vom goldenen Vlies und ab 29. März 1879 Kammerherr von Alfons XII.
Vom 3. Februar 1879 bis zum 2. März 1881 war er außerordentlicher Gesandter und Ministre plénipotentiaire in Washington, D.C., von 1893 bis 1900 dann Gesandter in Berlin.